# Nathan Kress
Nathan Karl Kress (sinh ngày 18 tháng 11 năm 1992) là một nam diễn viên người Mỹ. Kress bắt đầu tham gia đóng phim từ năm 4 tuổi, anh từng vào vai Freddie Benson trong sê-ri iCarly của đài Nickelodeon.

## Danh sách phim

### Điện ảnh
| Năm  | Tên                          | Vai         | Ghi chú |
| ---- | ---------------------------- | ----------- | ------- |
| 1998 | Babe: Pig in the City        |             |         |
| 2005 | Pickled                      |             |         |
| 2005 | Chicken Little               |             |         |
| 2007 | Magnus, Inc.                 | Jacob       |         |
| 2007 | Bag                          | Albert      |         |
| 2007 | NimBlingDit                  | Alan        |         |
| 2011 | Snowflake, the White Gorilla | Elvis       |         |
| 2014 | Into the Storm               | Trey        |         |
| 2016 | Tell Me How I Die            | Den         |         |
| 2017 | Alexander IRL                |             |         |
| 2017 | Breaking Brooklyn            | Albee Davis |         |
| 2017 | 8 Bodies                     |             |         |